# 金川禎臣
金川 禎臣（かながわ さだおみ、1982年11月27日 - ）は、日本のラグビー選手。

## プロフィール
- 広島県出身。
- ポジションはスタンドオフ(SO)、センター(CTB)。
- 身長 177cm、体重 83kg
- ニックネームはカナ。
- 九州代表に選ばれたことがある[1]。
- 趣味は読書[2]。

## 略歴
2001年、福山誠之館高校卒業後、日本大学に入る。なお福山誠之館高校時代、主将を務めた。
2006年、日本大学卒業後、福岡サニックスブルース（現・宗像サニックスブルース）に加入。同年9月17日に行われたジャパンラグビートップリーグ第3節のトヨタ自動車ヴェルブリッツ戦に先発出場で公式戦初出場を果たす。
2017年、宗像サニックスブルースを退団した。